# Agénor Altaroche
Agénor Altaroche, né le 18 avril 1811 à Issoire et mort le 13 mai 1884 à Méry-sur-Oise, est un journaliste, chansonnier, homme de lettres et homme politique français.
Il a été un des hommes les plus mêlés à la vie politique et littéraire de son siècle.

## Biographie
Fils d'un avocat de renom qui le destinait au barreau, Altaroche est monté, après avoir terminé ses études dans sa ville natale, à Paris, pour étudier le droit. Dans l’atmosphère de liberté qui prévaut, après la révolution de Juillet, il abandonne ses études pour se consacrer au journalisme et collabore avec enthousiasme à la presse républicaine, dont les titres se multiplient : le Courrier des électeurs (1830), les Communes (1831), la Révolution de 1830, la Tribune, la Caricature, le Populaire, le Diable boiteux, le National. Entré au quotidien satirique le Charivari, en 1832, il y succède, en 1834, à Louis Desnoyers, parti fonder le Siècle, comme rédacteur en chef, et y reste jusqu'au 24 février 1848 à son entrée dans la vie politique. Par la suite, il donnera des feuilletons au Commerce, au Courrier français et au Siècle.
Outre ses articles dans la presse périodique, il fait paraître plusieurs brochures politiques, dont en 1830 La Chambre et les écoles, une satire en vers où la majorité parlementaire est accusée d'avoir trahi les promesses de juillet. Il compose des textes de chansons satiriques dirigés contre le régime en place. « Nés du journalisme », ces textes qui en « gardent le cachet » réunis en 1835 dans un recueil intitulé Chansons et vers politiques, où l'on trouve notamment « la Fête à l'hôtel de ville » et « le Prolétaire », dédié à Étienne Cabet. Composé « sous l’empire des lois de septembre » restreignant la liberté de la presse, un second volume, Nouvelles chansons politiques paraît l'année suivante avec un succès qui justifia plusieurs tirages. En 1833, lors de l'anniversaire de l'Insurrection républicaine à Paris en juin 1832, il signe en hommage aux victimes des événements un poème intitulé 6 juin ! Le deuil publié sous l'égide de la Société des droits de l'homme et du citoyen.
Entretemps, il publie des chansons, des contes. Écrivain fécond, son activité s'exerce dans des genres variés : récits avec Contes démocratiques, dialogues et mélanges (1837) et Aventures de Victor Augerol (1838), roman imité des Amours du chevalier Faublas de Louvet de Couvray. Il participe à plusieurs ouvrages collectifs, dont Paris révolutionnaire (1833-1834) avec une étude sur le Moyen Âge, Peste contre peste, et Paris au XIXe siècle (1839), recueil de scènes de la vie parisienne (L’Avoué de Paris, Commissaires de police). En 1840, paraît son ouvrage La Réforme et la Révolution, une étude historiques en deux parties sur le pape Alexandre VI et Louis XV. Il contribue au  Dictionnaire politique de Garnier-Pagès, et collabore à L’Almanach populaire de la France. Quoique beaucoup plus connu comme journaliste que comme dramaturge, il a donné un certain nombre de pièces, et collaboré à plusieurs comédies-vaudevilles, comme Lestocq ou le retour de Sibérie (1836, en collaboration avec Laurencin) et le Corrégidor de Pampelune (1843, en collaboration avec Moléri).
En 1837, il a pris part à la fondation de la Société des gens de lettres, dont il sera régulièrement élu au comité organisateur.
Après le 24 février 1848, il est envoyé au titre de commissaire du gouvernement provisoire pour représenter la République dans le département du Puy-de-Dôme, du 6 mars au 8 mai 1848, où il exerça une action modératrice visant à garantir l'ordre et la liberté tout en luttant contre les adversaires du régime de février. Porté candidat républicain aux élections du 23 avril 1848 à l'Assemblée constituante, il est élu très largement (avec 110 000 voix sur 125 452 votants) représentant du peuple pour le Puy de Dôme. À l'Assemblée, il siège avec la gauche modérée, et soutient le général Cavaignac, mais déplore la répression consécutive aux journées de Juin.
Non réélu en 1849 à l’Assemblée législative, il quitte la vie politique et prend, le 21 aout 1850, la direction du théâtre de l'Odéon, dont la possession, longtemps contestée par son prédécesseur Bocage, a dû lui être confirmée par un arrêt du nouveau conseil d’État. Il déploie beaucoup d’activité dans l’administration de ce théâtre, jusqu’en 1852, avant de s'associer avec Louis Huart pour exploiter la petite scène du théâtre des Folies-Nouvelles, transformée en nouvelle scène de genre.
Après être rentré plusieurs années dans la vie privée, il a repris la direction du Charivari à la mort de Louis Huart, en 1865. enfin, il s’est consacré à la création de l’établissement de Cabourg-Dives. Mort d’une congestion cérébrale, ses obsèques civiles ont eu lieu à Méry-sur-Oise.

### Jugements
« M. Altaroche (...) a trop de facilité pour être jamais un littérateur sérieux, et trop de malléabilité pour résister longtemps aux pressions de parti. Ce n'est ni un grand écrivain, ni un homme politique ; c'est un homme d'esprit »

— J.-F. Destigny, Nouvelle biographie générale

## Publications
- « Le Prolétaire », dans Les Républicaines : chansons populaires des révolutions de 1789, 1792 et 1830, t. 1, Paris, Pagnerre, 1834-1848, 3 tomes en 2 vol. ; in-12 (lire en ligne sur Gallica), p. 86.
- Chansons et vers politiques, Paris, Pagnerre, 1835, 164 p. (OCLC 78699057).
- Nouvelles Chansons politiques, Paris, Pagnerre, 1838, 192-16 p., in-16 (OCLC 763379795, lire en ligne sur Gallica).
- La Chambre et les écoles, Paris, Terry jeune, 1830, in-8º (OCLC 1143143830, lire en ligne sur Gallica).
- Contes démocratiques : dialogues et mélanges, Paris, Pagnerre, 1838, 190 p., in-16 (lire en ligne sur Gallica).
- Aventures de Victor Augerol : racontées par lui-même, t. 1, Paris, Desessart, 1838, 347-352 p., 2 vol. ; in-8º (lire en ligne sur Gallica), t. 2 sur Gallica.
- 6 juin ! : deuil, Paris, Herhan, 1833, 2 p. (OCLC 818920360, lire en ligne).
- « Une réconciliation », L'Écho des feuilletons, Paris,‎ [s.d.], 24 cm, p. 313-315 (ISSN 2021-0760, lire en ligne sur Gallica).
- La République, le Consulat, l’Empire, la Restauration : 1789-1834[par le Père André], Lyon, [s.n.], 1834, 8 p., in-8º (OCLC 1418173940, lire en ligne sur Gallica).
- « Peste contre peste : ou la France au seizième siècle », dans Étienne Arago, Paris révolutionnaire 1848, Paris, Pagnerre, 1848 (OCLC 1501298343, lire en ligne sur Gallica), p. 47-127.

### Théâtre
- Lestocq, ou le Retour de Sibérie, vaudeville en 1 acte avec Fromage-Chapelle, dit Laurencin, théâtre de la Porte-Saint-Martin, 14 août 1836.
- Le Corrégidor de Pampelune, com. en 1 acte en pr. avec Demolière, théâtre de l’Odéon, 23 mars 1813.
- Trois Femmes sur les bras, vaudeville en 1 acte avec Lebouleis, théâtre des Folies-Dramatiques, 6 juil. 1844.
- Le Possédé, pantomime en 1 a., musique de Hervé, Folies-Nouvelles, 1854, non impr.
- La Fortune, pantomime en 1 acte sous le nom de Lesage, théâtre des Folies-Nouvelles, 25 mars 1805, musique d’Hervé, non impr.
- La Femme qui trompe, pantomime en 1 acte sous le nom de Lesage, musique de Bovery, théâtre des Folies-Nouvelles, 25 nov. 1855, non impr.
- La Coiffure de Cassandre, opérette en un acte, imitée d’Achim von Arnim, musique de Montaubry, théâtre des Folies-Nouvelles, avril 1857.